# Ligne de Nevers à Chagny
La ligne de Nevers à Chagny est une ligne de chemin de fer française qui relie les communes de Nevers, préfecture du département de la Nièvre, et de Chagny, en Saône-et-Loire, en région Bourgogne-Franche-Comté.
Ouverte à partir de 1861, la ligne est toujours active aujourd'hui, ouverte en intégralité au service voyageurs comme au service marchandises.
Elle constitue la ligne no 760 000 du réseau ferré national.

## Histoire

### Origine
À la suite de la déconfiture financière de la Compagnie du chemin de fer Grand-Central de France, son démantèlement est organisé en 1857 au profit de la Compagnie du chemin de fer de Paris à Orléans, et de la constitution de la Compagnie des chemins de fer de Paris à Lyon et à la Méditerranée (PLM).
Cette dernière compagnie se voit octroyer, entre autres, la concession à titre définitif d'une ligne « de Nevers et de Moulins à la ligne de Dijon à Chalon, en un point à déterminer de Chalon à Chagny » (la ligne de Nevers à Chagny faisant partie de cet ensemble), lors de sa création par la convention signée le 11 avril 1857 entre le ministre des Travaux publics, la Compagnie du chemin de fer de Paris à Lyon, et la Compagnie du chemin de fer de Lyon à la Méditerranée.
Cette convention est approuvée par décret le 19 juin 1857,.
Au cours des années 1850, un premier projet, coûteux, prévoyait de desservir Autun en suivant l'Aron jusqu'à Vandenesse, puis la vallée de la Dragne à mi-distance de Saint-Honoré-les-Bains et de Moulins-Engilbert et enfin de franchir le massif du Morvan sous un tunnel à hauteur du Puits, au nord du mont Beuvray.
La nécessité de donner un exécutoire[Quoi ?] à la région active entre Montchanin et Le Creusot fait opter pour le tracé actuel, tandis qu'une antenne, la ligne d'Étang à Santenay, sera créée pour permettre la desserte d'Autun.

### Ouverture
La ligne ouvre en trois étapes : la section reliant Montchanin à Chagny ouvre le 21 septembre 1861, la section reliant Nevers à Cercy-la-Tour ouvre 11 juin 1866, et la section reliant Cercy-la-Tour à Montchanin ouvre le 16 septembre 1867.
Le tracé de la ligne dans la commune de Torcy est légèrement modifié en 1885, pour permettre le passage de la ligne sur un pont nouvellement créé dans le cadre de la construction du réservoir de Torcy-Neuf.

### Avenir
Le contrat de projets État-région de 2007-2013 prévoit le lancement d'études en vue de l'électrification de la ligne, en prolongement de celle de la ligne de Vierzon à Saincaize dans le cadre du projet VFCEA (Voie Ferrée Centre Europe Atlantique), qui consisterait à relier la façade Atlantique à l'Europe centrale via le centre de la France et ainsi désengorger l'Île-de-France, à l'instar de la RCEA en ce qui concerne le réseau routier.
La poursuite du projet est validée en juillet 2017 par SNCF Réseau, et comprend notamment pour la ligne de Nevers à Chagny la régénération de l'infrastructure actuelle, victime de ralentissements causés par son ancienneté et un manque d'entretien, l'électrification de la ligne, la mise en place d'un raccordement avec la LGV Sud-Est en gare du Creusot - Montceau TGV, ou encore la suppression du passage à niveau de Mesvres.
Le projet VFCEA, dont le coût est estimé à 560 millions d'euros, devrait être achevé entre 2025 et 2026.

## Caractéristiques

### Tracé
La ligne débute en gare de Nevers, au point kilométrique (PK) 0, où elle se détache de la ligne de Moret - Veneux-les-Sablons à Lyon Perrache.
Elle dessert ensuite la gare des Perrières, où se trouve une bifurcation avec la ligne de Clamecy à Nevers (ouverte uniquement au fret).
Elle continue son parcours en desservant la gare de Nevers-le-Banlay, celle de Saint-Éloi (fermée), celle d'Imphy, celle de Béard, la gare fermée de Sougy-sur-Loire, la gare de Decize, la gare de Verneuil (fermée), et la gare de Cercy-la-Tour où elle croise la ligne de Clamecy à Gilly-sur-Loire, ouverte uniquement au fret en direction de Clamecy.
La ligne continue en desservant les gares fermées de Fours, Rémilly - Saint-Honoré-les-Bains et d'Avrée avant d'atteindre la gare de Luzy.
Elle dessert ensuite la gare de Millay (fermée), avant de passer dans le département de Saône-et-Loire où elle dessert la gare de Saint-Didier-sur-Arroux (fermée) puis celle d'Étang-sur-Arroux, où débute la ligne d'Étang à Santenay (via Autun).
La ligne reprend son parcours en desservant les gares de Mesvres, Broye, Saint-Symphorien-de-Marmagne, Marmagne-sous-Creusot (toutes ouvertes) puis la gare fermée des Jeannins, celle du Creusot-Ville, celle de Villedieu - Chanliau (fermée), celle de La Mouille-Longue (fermée), et celle de Montchanin où elle correspond avec la ligne du Coteau à Montchanin (vers Paray-le-Monial), avec la ligne d'Étiveau à Montchanin (fermée), ainsi qu'avec la liaison routière entre Roanne et la gare du Creusot - Montceau TGV.
Plus loin, la ligne rencontre le raccordement à la LGV Sud-Est (utilisé uniquement en tant que voie de service), avant de desservir les gares fermées de Monetois, Saint-Julien - Écuisses, Perreuil, et Saint-Bérain, puis elle rejoint la gare de Saint-Léger-sur-Dheune.
La ligne continue en desservant la gare de Saint-Gilles (fermée), celle de Cheilly-lès-Maranges, et celle de Santenay-les-Bains, où elle retrouve la ligne d'Étang à Santenay (via Autun).
Finalement, la ligne croise les deux raccordements de Chagny qui la relient aux lignes de Paris-Lyon à Marseille Saint-Charles et de Chagny à Dole-Ville (déclassée), puis elle rejoint la gare de Chagny où se termine son parcours, au pK 188,004.

### Infrastructure
La ligne est constituée d'une double voie à écartement normal, non électrifiée et longue d'environ 188 kilomètres.

## Exploitation

### Service voyageurs
La ligne est aujourd'hui parcourue en majorité par des trains régionaux du réseau TER Bourgogne-Franche-Comté, qui relient Dijon à Nevers, Étang-sur-Arroux à Montchanin, et Montchanin à Chalon-sur-Saône (majoritairement).
Avant 2020 et la fermeture de la section reliant Autun à Étang-sur-Arroux sur la ligne d'Étang à Santenay, il existait également un service régulier entre Dijon et Autun.

### Service marchandises
La ligne est ouverte dans son intégralité au fret.